# Stizocera spinicornis
Stizocera spinicornis är en skalbaggsart som först beskrevs av Leon Fairmaire 1864.  Stizocera spinicornis ingår i släktet Stizocera och familjen långhorningar. Inga underarter finns listade i Catalogue of Life.